# Chaetopteroides maximus
Chaetopteroides maximus är en nattsländeart som först beskrevs av Kumanski 1968.  Chaetopteroides maximus ingår i släktet Chaetopteroides och familjen husmasknattsländor. Inga underarter finns listade i Catalogue of Life.